# Wybory do rad narodowych w Polsce w 1984 roku
Wybory do rad narodowych w Polsce w 1984 roku – wybory do rad narodowych w PRL przeprowadzone 17 czerwca 1984 r. na podstawie uchwały Rady Państwa z 16 lutego 1984 r.
Wybierano radnych do:
- wojewódzkich rad narodowych i
- rad narodowych stopnia podstawowego.

Oficjalne wyniki były następujące:
- w wyborach do wojewódzkich rad narodowych:
  - w głosowaniu na radnych w 1308 okręgach wyborczych:
    - wzięło udział 74,95% uprawnionych do głosowania,
    - w każdym z okręgów wzięło udział więcej niż połowa uprawnionych do głosowania,
    - głosów nieważnych oddano 394 517;

  - w głosowaniu na radnych z 49 list wojewódzkich:
    - wzięło udział 74,77% uprawnionych do głosowania,
    - na każdą z list głosowało więcej niż połowa uprawnionych do głosowania,
    - głosów nieważnych oddano 364 690;
- w wyborach do rad narodowych stopnia podstawowego:
  - w wyborach do miejskich rad narodowych:
    - wzięło udział 72,61% uprawnionych do głosowania,
    - w każdym z 3 644 okręgów głosowało więcej niż połowa uprawnionych do głosowania,
    - głosów nieważnych oddano 169 045;

  - w wyborach do dzielnicowych rad narodowych:
    - wzięło udział 66,85% uprawnionych do głosowania,
    - w każdym z 526 okręgów głosowało więcej niż połowa uprawnionych do głosowania,
    - głosów nieważnych oddano 91 641;

  - w wyborach do rad narodowych wspólnych dla miasta i gminy:
    - w 6 246 okręgach wyborczych wzięło udział więcej niż połowa uprawnionych, w okręgach tych:
      - wzięło udział 78,34% uprawnionych do głosowania,
      - głosów nieważnych oddano 61 420;

    - w 6 okręgach wyborczych wzięło udział mniej niż połowa uprawnionych:
      - były to okręgi: Brańsk, Poniatowa, Zambrów, Mszana Dolna i Tuchów,
      - w okręgach tych wybory zostały powtórzone,

  - w wyborach do gminnych rad narodowych:
    - w 12 713 okręgach wyborczych wzięło udział więcej niż połowa uprawnionych, w okręgach tych:
      - wzięło udział 77,90% uprawnionych do głosowania,
      - głosów nieważnych oddano 86 506;

    - w 79 okręgach wyborczych wzięło udział mniej niż połowa uprawnionych:
      - spośród tych okręgów najwięcej było w województwach:
        - tarnowskim: Radgoszcz (w 6 okręgach), Wojnicz (6), Tarnów (4), Czchów (3), Wierzchosławice (2), Gromnik (2), Nowy Wiśnicz (2), Rzezawa (2), Szczucin, Wietrzychowice, Zakliczyn, Dębno, Radłów i Bochnia,
        - nowosądeckim: Korzenna (3), Lubień (2), Ochotnica Dolna (2), Kamienica, Łososina Dolna,
        - łomżyńskim: Łomża (3), Kobylin-Borzymy, Mały Płock, Szepietowo,
        - miejskim krakowskim: Koniusza (2), Siepraw,
        - lubelskim: Wąwolnica (2), Garbów,
        - wrocławskim: Długołęka (2), Święta Katarzyna (2),
        - rzeszowskim: Niebylec (2), Hyżne,
        - siedleckim: Mokobody (2), Wiśniew,
        - piotrkowskim: Dłutów (3),
        - płockim: Brudzeń Duży (3),
        - przemyskim: Wiązownica (3),
        - radomskim: Gózd (2)
        - oraz w Turośni Kościelnej, Budzowie, Nozdrzcu i Czarni,

      - w okręgach tych wybory zostały powtórzone.

Tymczasowa Komisja Koordynacyjna NSZZ „Solidarność” przyjęła 23 stycznia 1984 r. Stanowisko w sprawie wyborów do rad narodowych, w którym stwierdziła, że wybory te będą „służyć zniewoleniu społeczeństwa”, określiła warunki autentycznych wyborów, wezwała do bojkotu oraz zaapelowała do struktur związkowych „o podjęcie akcji propagandowej i przygotowanie się do kontroli bojkotu w poszczególnych okręgach”.
Po wyborach TKK opublikowała Stanowisko „Po wyborach” oraz Komunikat nr 1 z 21 czerwca 1984 r., w którym wstępnie podsumowała przebieg, frekwencję, bojkot oraz kontrolę bojkotu wyborów. Według TKK frekwencja wynosiła (m.in.):
- w Krakowie – 38,2%
- we Wrocławiu – 40,3%
- w Warszawie – 57,4%
- w Katowicach – 57,7%.

TKK stwierdziła, że władze sfałszowały wyniki, zawyżając je o 14–20%.